# Temnoplectron reyi
Temnoplectron reyi är en skalbaggsart som beskrevs av Renaud Maurice Adrien Paulian 1934. Temnoplectron reyi ingår i släktet Temnoplectron och familjen bladhorningar. Inga underarter finns listade i Catalogue of Life.